# FAM9B
FAM9B (англ. Family with sequence similarity 9 member B) – білок, який кодується однойменним геном, розташованим у людей на короткому плечі X-хромосоми. Довжина поліпептидного ланцюга білка становить 186 амінокислот, а молекулярна маса — 22 438.
| 10         |  | 20         |  | 30         |  | 40         |  | 50         |
| ---------- |  | ---------- |  | ---------- |  | ---------- |  | ---------- |
| MAAWGKKHAG |  | KDPVRDECEE |  | RNRFTETREE |  | DVTDEHGERE |  | PFAETDEHTG |
| ANTKKPEDTA |  | EDLTAKRKRM |  | KMDKTCSKTK |  | NKSKHALRKK |  | QLKRQKRDYI |
| HSLKLLNVLE |  | EYITDEQKEE |  | EEEEGEEEEL |  | IRIFQEQQKK |  | WQQYRSVRRE |
| RLKEMKLLRD |  | QFVKALEDFE |  | DLCDRVFSDE |  | DSELDN     |  |            |

A: Аланін

C: Цистеїн

D: Аспарагінова кислота

E: Глутамінова кислота

F: Фенілаланін

G: Гліцин

H: Гістидин

I: Ізолейцин

K: Лізин

L: Лейцин

M: Метіонін

N: Аспарагін

P: Пролін

Q: Глутамін

R: Аргінін

S: Серин

T: Треонін

V: Валін

W: Триптофан

Задіяний у такому біологічному процесі, як альтернативний сплайсинг. 
Локалізований у ядрі.